# Eleição presidencial no Brasil em 1994
A eleição presidencial de 1994 no Brasil foi realizada em uma segunda-feira, 3 de outubro de 1994. Foi a segunda eleição presidencial do país após a promulgação da Constituição Federal de 1988. O sociólogo Fernando Henrique Cardoso (PSDB) venceu no 1º turno o sindicalista Luiz Inácio Lula da Silva (PT), com 34 314 961 de votos contra 17 122 127 do oponente.. O terceiro colocado foi o médico Enéas Carneiro, com 4 671 457 votos. Nesta ocasião houve a escolha de Presidente e Vice-Presidente, Governadores de Estado, Senadores (2 por Estado), Deputados Federais e Deputados Estaduais em todo o Brasil.
A disputa pela presidência contou com nove candidatos, dentre os quais, nomes da política e sociologia nacional, como Fernando Henrique Cardoso, Leonel Brizola (PDT), Enéas Carneiro (PRONA) e Lula. Este número poderia ser maior, caso Flávio Rocha (PL) não abdicasse de sua candidatura à presidência por conta do "escândalo dos bônus eleitorais" (posteriormente abandonaria a carreira política) e Caetano Matanó Júnior não tivesse a candidatura indeferida porque seu partido, o PTdoB (atual Avante), ainda não havia sido registrado no TSE, além de outros que também não tiveram seus partidos registrados, como Levy Fidelix, do PTRB e mais outros dois, de partidos que sequer viriam a ser registrados depois das eleições. A campanha eleitoral foi marcada por vários acontecimentos importantes, como o lançamento de uma nova moeda (Real), a queda do Ministro da Fazenda Rubens Ricupero, a crise dos vices (suspeitas não comprovadas de corrupção sobre os vices de Lula e Fernando Henrique) e a virada nas pesquisas de intenções de voto.
O resultado desta eleição foi influenciado diretamente pelo Plano Real, um plano econômico elaborado por Fernando Henrique enquanto Ministro da Fazenda de Itamar Franco. O plano permitiu a acabar com a hiperinflação, estabilizando os preços, aumentando o poder de compra das famílias e permitindo o planejamento das ações governamentais sobre a economia e a sociedade, com a referência estável da moeda.

## Contexto histórico

### Governo Collor
Fernando Collor de Mello assumiu a presidência no dia 15 de março de 1990. O Brasil vivia uma forte crise econômica e sofria com uma inflação muito alta, mas a expectativa da população com o novo presidente era elevada. Collor herdou o alto índice inflacionário de 1764,8%, do governo presidencial antecessor de José Sarney. A política econômica de Collor foi de cunho neoliberal, e pretendia adotar a mínima intervenção do Estado nesse plano.
Lançou o Plano Collor I, cujo objetivo era o combate à inflação herdada dos anos anteriores. Esse programa econômico previa a estabilização monetária a médio prazo, mas dependeria de algumas medidas impopulares, como o bloqueio dos ativos financeiros (movimentações da caderneta de poupança) acima de 50 mil cruzeiros. Em seguida, em 31 de janeiro de 1991, houve o Plano Collor II, que agravou as medidas anti-inflacionárias.
Além dos aspectos propriamente econômicos, Collor ainda se caracterizou por ter dado início aos programas de privatização de indústrias ligadas ao setor primário, isto é, a indústria pesada (metalurgia e siderurgia), e por ter tentado dar maior flexibilidade à gestão pública dessas empresas, internacionalizando seus capitais.
Em maio de 1992, uma denúncia realizada pelo próprio irmão do presidente, Pedro Collor, estarreceu o Brasil. Na ocasião, o presidente foi acusado de estar envolvido diretamente com esquemas de corrupção ligados ao tesoureiro de sua campanha, PC Farias. Após uma CPI, as relações políticas de Fernando Collor de Mello e PC Farias foram consideradas suspeitas, então instalou-se um processo de impeachment do então presidente do Brasil. Durante esse período houve uma grande participação popular que apoiava a retirada de Fernando Collor de Mello do poder. Milhares de cidadãos foram às ruas, vestiram-se e pintaram-se de verde e amarelo para protestar contra Collor, enquanto outros preferiam usar preto. O coro popular exigia o afastamento do presidente de suas funções.
Collor tentou se preservar renunciando, mas não deu certo. Seu impeachment foi consolidado, ele perdeu o cargo de presidente do Brasil e também seus direitos políticos por oito anos. Fato histórico, já que esse foi o nosso primeiro presidente eleito de maneira democrática após três décadas de governo Jânio Quadros, João Goulart, ditadura militar e transição para a democracia, sendo que foi afastado de maneira democrática e não por meios como golpes, por exemplo. Em 29 de dezembro de 1992, Itamar Franco foi oficialmente efetivado como presidente do Brasil.
O vice-presidente, Itamar Franco, resguardou-se da situação manifestando não estar envolvido e desfiliando-se do partido do presidente, o PRN (atual Agir). Em 29 de setembro de 1992, Collor foi afastado provisoriamente da presidência e Itamar Franco assumiu. No Congresso, o impeachment foi aprovado por 441 a 38 votos e, no Senado, por 76 a 3.

### Governo Itamar
Empossado em dezembro de 1992, o novo presidente do Brasil teve como primeira missão realizar um plebiscito previsto pela Constituição de 1988. Na votação, a população iria decidir qual forma de governo deveria ser adotada no país. Ao fim da contagem, a República presidencialista acabou sendo preservada com mais da metade dos votos válidos. Enquanto isso, as questões econômicas continuavam a alarmar a população como um todo.
No final de 1993, uma nova equipe econômica foi formada sob a liderança de Fernando Henrique Cardoso, sociólogo que então assumia o Ministério da Fazenda. No dia 28 de fevereiro de 1994, o governo anunciou o Plano Real, posto como mais uma tentativa realizada em prol da recuperação da economia e o combate imediato de nossas taxas inflacionárias.

### Influência do Plano Real
Em maio de 1993, o presidente Itamar Franco nomeou Fernando Henrique Cardoso para o Ministério da Fazenda. Em agosto houve a culminância de uma nova reforma monetária no Brasil, planejada desde o Governo Collor (1990-1992), com o lançamento do Cruzeiro Real. A inflação continuou em alta nos meses que se seguiram, levando a equipe do Ministério da Fazenda a elaborar um novo plano, eficiente e duradouro, o Plano Real. Utilizou-se de diversos instrumentos econômicos e políticos, sob comando de vários economistas, reunidos pelo então Ministro Fernando Henrique. A inflação registrada em moeda nacional continuava em ascensão, porém, a inflação na moeda escritural do governo (URV, que tinha paridade ao dólar) dava sinais de contenção. Com o apoio irrestrito do presidente Itamar Franco, o Ministro da Fazenda tornou-se o homem mais forte e poderoso do governo, com poder de limitar gastos públicos, e candidato natural à sucessão presidencial.

## Campanha Presidencial

### Março
Fernando Henrique demite-se do Ministério da Fazenda para concorrer à Presidência da República, assumindo em seu lugar Rubens Ricupero. O presidente Itamar Franco não possuía candidato para as eleições de outubro, e a possibilidade de o Plano Real não avançar com outro presidente era muito grande. Outros planos haviam sido criados e usados anteriormente como arma eleitoral e não vingaram. Em ritual previamente acertado, Fernando Henrique aceita a candidatura oferecida pelo PSDB. Na despedida oficial do Ministério da Fazenda, ele apresentou a arte das notas da nova moeda, com previsão para entrar em circulação em 1º de julho.
Se o partido coloca em minhas mãos a bandeira da vitória, eu vou empunhá-la!— FHC em cerimônia no Congresso, previamente acertada pelo PSDB

### Abril
As pesquisas de intenção de voto indicavam vitória de Lula (PT) com 40%, e pouco mais de 12% para Fernando Henrique (PSDB). Os tucanos procuraram acertar uma coligação pequena, de maneira a ajudar o PSDB ganhar votos onde não possuía força política e também que não comprometesse o futuro governo (no caso de vitória). Fernando Henrique abandonou o PMDB em 1988 junto com outros colegas para formar um partido com características diferentes, principalmente sem o fisiologismo típico do Governo Sarney.

### Maio
Ocorre a celebração da coligação entre PSDB, PFL (atual União Brasil) e PTB (atual PRD) para as eleições de outubro. Fernando Henrique buscava se fortalecer no Nordeste, onde o PFL poderia ajudá-lo na campanha, tentando evitar perder por falta de apoio e/ou por pequena diferença de votos, como ocorreu nas eleições de 1985, quando disputou a Prefeitura de São Paulo e perdeu para Jânio Quadros. A coligação PSDB/PFL foi muito criticada e FHC muito questionado sobre a ideologia do PFL (que teria sido base governista durante o regime militar). Nos estados da Bahia e do Maranhão a coligação foi composta por políticos inimigos. Sérgio Motta, José Serra e até mesmo o Presidente Itamar Franco eram contra a aliança com o PFL.
As pesquisas de intenção de voto indicavam vitória de Lula (PT) com 41%, e pouco mais de 17% para Fernando Henrique (PSDB). Anos mais tarde, FHC revelou que pensara em desistir no mês de maio porque achou que não seria possível angariar todos os votos que precisava para vencer, no tempo de campanha restante.

### Junho
Lula concedeu entrevista para explicar por que não apoiava o Plano Real, e alertou sobre a possibilidade de o plano estar sendo usado como mecanismo publicitário e arma eleitoral. O Partido dos Trabalhadores recusou-se a apoiar o Plano Real desde o seu começo; contudo, sua bancada apoiou as dotações orçamentárias para a saúde e educação previstas pela equipe econômica do governo. No decorrer do mês surgiram denúncias de emendas parlamentares e aposentadoria especial irregulares contra o Senador José Paulo Bisol, candidato a vice-presidente pelo PSB em coligação com o PT. Aloísio Mercadante substituiu Bisol na chapa. No final do mês, com a proximidade do lançamento da nova moeda e a perspectiva de redução da inflação futura, e possivelmente pela rejeição de Lula ao Plano Real, as pesquisas de intenção de voto deram empate técnico entre Lula (PT) e Fernando Henrique Cardoso (PSDB) com cerca de 30% dos votos.
[…] O PT tem uma avaliação de que esse plano econômico é um estelionato eleitoral […]— Lula em entrevista

### Julho
A nova moeda é lançada e estabiliza os preços, tornando-se o mote da campanha de Fernando Henrique. A moeda de 50 centavos ganhou destaque na propaganda eleitoral na TV, com seu poder de compra de inúmeros produtos da cesta básica. Fernando Henrique toma café em público numa padaria do Rio de Janeiro e utiliza a nova moeda; muitos políticos o acompanham e até o abraçam. Muitos eleitores indecisos estariam decidindo pelo candidato do Plano Real, e Fernando Henrique assume a liderança nas pesquisas.
| Moedas da Unidade Real de Valor, lançadas em 1º de julho como Real. |

### Agosto
Uma pesquisa mostra que 70% dos eleitores de Lula se diziam favoráveis ao Plano Real. Na pesquisa do dia 30, Fernando Henrique possui 40% das intenções de voto, contra 22% de Lula. No dia 2 surgiram denúncias de esquema de corrupção com empreiteiras contra o Senador Guilherme Palmeira, candidato a vice-presidente pelo PFL. Marco Maciel substituiu Palmeira na chapa. Posteriormente, vários veículos de comunicação perderam ação judicial movida pelo Senador Bisol e tiveram de indenizá-lo.
O preço do pãozinho está comemorando o seu primeiro aniversário. Faz 1 mês que ele não muda. Feliz aniversário pãozinho! Bom começo Brasil!— Campanha de FHC em 1º de agosto, no rádio e televisão

### Setembro
O Ministro da Fazenda Rubens Ricupero concede entrevista, ao vivo, ao Jornal da Globo. Momentos antes da entrevista, nos ajustes de câmera e microfone, o ministro admitiu um comportamento tendencioso do governo a favor de Fernando Henrique. A conversa com o jornalista Carlos Monforte era informal e foi captada pelas residências sintonizadas no canal privativo de serviço da Rede Globo. O fato ficou conhecido como o escândalo da parabólica. O governador do Ceará, Ciro Gomes (PSDB), substituiu Ricupero no cargo, após sua renúncia. Mesmo com o abalo ético, Fernando Henrique atinge 46% das intenções de voto.
No fundo é isso mesmo. Eu não tenho escrúpulos! Eu acho que é isso mesmo, o que é bom a gente fatura, o que é ruim a gente esconde!…— Rubens Ricupero, no dia 1º de setembro, nos estúdios de Brasília extraído do sinal aberto da TV Globo, disponível no YouTube
… um momento de fraqueza me levou a dizer palavras que não refletem o que penso, nem o que sinto…— Rubens Ricupero, no dia 6 de setembro, ao deixar o Ministério da Fazenda Jornal Nacional, TV Globo
… A queda do Ministro Ricupero traz ao país inteiro a preocupação com o futuro do Real […] É preciso que todos os brasileiros se juntem para garantir o Real…— FHC Campanha eleitoral de 6 de setembro, no rádio e televisão

### Outubro
As eleições ocorreram durante a segunda-feira, 3 de outubro. O presidente Itamar Franco, ao sair de casa para votar, foi aplaudido nas ruas pelo combate e vitória sobre a inflação. Ao seu lado inúmeros políticos mineiros. Fernando Henrique votou pela manhã em São Paulo, repetindo inúmeras vezes o gesto-símbolo de sua campanha, a mão aberta; ao seu lado estavam familiares, amigos e políticos paulistas. Lula votou repetindo o gesto das eleições de 1989, beijo à cédula (não havia urna eletrônica e o voto era escrito em cédula de papel). Fernando Henrique Cardoso recebeu 34 350 217 votos contra 17 112 255 de Luiz Inácio Lula da Silva, vencendo-o no 1º turno. O PSDB elegeu inúmeros parlamentares e os governadores dos estados de São Paulo, Rio de Janeiro, Minas Gerais e Ceará.
O candidato Enéas Carneiro (PRONA, incorporado ao PL em 2006) conseguiu 4 670 894 de votos em todo país, quase que o total de votos de Orestes Quércia e Leonel Brizola juntos. Enéas Carneiro ficou famoso nas eleições de 1989 por apresentar seu programa de governo e transmitir suas ideias de renovação política de maneira hiperdinâmica, além de dizer seu nome e número em apenas 15 segundos no horário político gratuito de rádio e televisão destinado ao seu partido. Concluía sempre de forma enfática dizendo o que se tornou um bordão: "Meu nome é Enéas, 56!"

## Candidatos

### União, Trabalho e Progresso(PSDB,PFL,PTB)
| Fernando Henrique Cardoso        | Marco Maciel                      |
| Para presidente                  | Para vice-presidente              |
|                                  |                                   |
| Senador por São Paulo(1983-1992) | Senador por Pernambuco(1983-1995) |

Itamar Franco escolheu o seu ministro da Fazenda, Fernando Henrique, que relutava em candidatar-se. Como a possibilidade do plano não avançar com outro presidente era grande, ele acabou concordando em ser candidato.
Além dele, outros sete candidatos disputaram a Presidência da República. Seu principal concorrente foi Lula, que havia se tornado o favorito após o impeachment de Fernando Collor em dezembro de 1992. Até junho de 1994, o petista liderou todas as pesquisas de intenções de votos. Com a crescente aceitação popular ao Plano Real, que passou a vigorar em julho de 1994, FHC passou a liderar as pesquisas realizadas até a eleição. O plano e a estabilização dos preços tornaram-se a principal defesa de sua campanha.
Além do PSDB, recebeu o apoio formal do Partido da Frente Liberal (PFL) e do Partido Trabalhista Brasileiro (PTB). O candidato a vice-presidente foi escolhido pelo PFL, que indicou o senador alagoano Guilherme Palmeira, mas denúncias de um esquema de corrupção com empreiteiras forçaram sua substituição. Palmeira foi substituído pelo senador pernambucano Marco Maciel. As candidaturas de FHC e Maciel tiveram como símbolo da campanha a mão aberta, que indicava as cinco prioridades em um eventual governo tucano: emprego, saúde, agricultura, segurança e educação.

### Frente Brasil Popular pela Cidadania(PT,PSB,PPS,PV,PCdoB,PCB,PSTU)
| Luiz Inácio Lula da Silva                 | Aloizio Mercadante                        |
| Para presidente                           | Para vice-presidente                      |
|                                           |                                           |
| Deputado federal por São Paulo(1987-1991) | Deputado federal por São Paulo(1991-1995) |

Em 1993, Lula percorreu o país na "Caravana da Democracia", viajando a 23 estados, com vistas a pavimentar sua segunda candidatura presidencial. Em seus discursos, focava nas necessidades dos pobres e afirmava que a classe política era descolada de suas demandas. O candidato do PT comandou as pesquisas de opinião com folga até meados de 1994, quando o sucesso do Plano Real – que Lula menosprezava e classificava como estelionato eleitoral – fortaleceu a candidatura de Fernando Henrique Cardoso, ministro da Fazenda que foi lançado como o candidato governista. No primeiro turno, FHC foi eleito com 54,3% dos votos, ante os 27% de Lula. A derrota avassaladora da candidatura petista era inconcebível dois anos antes, sendo a vitória de FHC atribuída ao sucesso do Plano Real.

Nota: a tabela a seguir está organizada por ordem alfabética de candidatos.
| Presidente                           | Presidente | Presidente | Cargo político anterior                     | Vice-presidente            | Vice-presidente | Vice-presidente | Coligação                                                                 | Número eleitoral | Tempo de horário eleitoral |
| Candidato                            | Partido    | Partido    | Cargo político anterior                     | Candidato                  | Partido         | Partido         | Coligação                                                                 | Número eleitoral | Tempo de horário eleitoral |
| ------------------------------------ | ---------- | ---------- | ------------------------------------------- | -------------------------- | --------------- | --------------- | ------------------------------------------------------------------------- | ---------------- | -------------------------- |
| Carlos Antônio Gomes (Campanha)      |            | PRN        | Sem cargo político anterior                 | Dílton Carlos Salomoni     |                 | PRN             | Sem coligação                                                             | 36               |                            |
| Enéas Carneiro (Campanha)            |            | PRONA      | Sem cargo político anterior                 | Roberto Gama e Silva       |                 | PRONA           | Sem coligação                                                             | 56               | 1 minuto e 16 segundos     |
| Esperidião Amin (Campanha)           |            | PPR        | Senador por Santa Catarina (1991-1999)      | Gardênia Gonçalves         |                 | PPR             | Sem coligação                                                             | 11               | 4 minutos e 12 segundos    |
| Fernando Henrique Cardoso (Campanha) |            | PSDB       | Ministro da Fazenda (1993-1994)             | Marco Maciel               |                 | PFL             | União, Trabalho e Progresso (PSDB, PFL, PTB)                              | 45               | 8 minutos e 10 segundos    |
| Hernani Fortuna (Campanha)           |            | PSC        | Sem cargo político anterior                 | Vítor Jorge Abdala Nósseis |                 | PSC             | Sem coligação                                                             | 20               |                            |
| Leonel Brizola (Campanha)            |            | PDT        | Governador do do Rio de Janeiro (1991-1994) | Darcy Ribeiro              |                 | PDT             | Força do Povo (PDT, PMN)                                                  | 12               | 2 minutos e 45 segundos    |
| Luiz Inácio Lula da Silva (Campanha) |            | PT         | Deputado por São Paulo (1987-1991)          | Aloizio Mercadante         |                 | PT              | Frente Brasil Popular pela Cidadania (PT, PSB, PPS, PV, PCdoB, PCB, PSTU) | 13               | 3 minutos e 45 segundos    |
| Orestes Quércia (Campanha)           |            | PMDB       | Governador de São Paulo (1987-1991)         | Iris de Araújo             |                 | PMDB            | Desenvolvimento do Brasil (PMDB, PSD)                                     | 15               | 6 minutos e 30 segundos    |

### Candidaturas indeferidas
Nota: a tabela a seguir está organizada por ordem alfabética de candidatos.
| Presidente            | Presidente | Presidente | Cargo político anterior                       | Vice-presidente          | Vice-presidente | Vice-presidente | Coligação     | Número eleitoral |
| Candidato             | Partido    | Partido    | Cargo político anterior                       | Candidato                | Partido         | Partido         | Coligação     | Número eleitoral |
| --------------------- | ---------- | ---------- | --------------------------------------------- | ------------------------ | --------------- | --------------- | ------------- | ---------------- |
| Aldenoura de Sá Porto |            | PBDDM      | Sem cargo politíco anterior                   | Nina Maria Alexin        |                 | PBDDM           | Sem coligação | 19               |
| Caetano Matanó Júnior |            | PTdoB      | Sem cargo político anterior                   | Rafael Francisco         |                 | PTdoB           | Sem coligação | 70               |
| Flávio Rocha          |            | PL         | Deputado pelo Rio Grande do Norte (1986-1994) | Marcos Cintra            |                 | PL              | Sem coligação | 22               |
| José Feliciano Coelho |            | PNSDC      | Sem cargo politíco anterior                   | Geralda Feliciano Coelho |                 | PNSDC           | Sem coligação | ??               |
| Levy Fidelix          |            | PTRB       | Sem cargo político anterior                   | Cícero Alves Cavalcante  |                 | PTRB            | Sem coligação | 17               |
| Walter Queiroz        |            | PRN        | Sem cargo político anterior                   | Dílton Carlos Salomoni   |                 | PRN             | Sem coligação | 36               |

## Debates televisionados
Nesta eleição três debates foram realizados,sendo dois promovidos pela Rede Manchete e um pela Band.

## Resultado

Apuração por unidade federativa Fernando Henrique (25) Lula da Silva (2)

| Candidato(a)                     | Vice                         | Primeiro turno 3 de outubro de 1994 | Primeiro turno 3 de outubro de 1994 |
| Candidato(a)                     | Vice                         | Votação Fonte: TSE                  | Votação Fonte: TSE                  |
| Candidato(a)                     | Vice                         | Total                               | Percentagem                         |
| -------------------------------- | ---------------------------- | ----------------------------------- | ----------------------------------- |
| Fernando Henrique Cardoso (PSDB) | Marco Maciel (PFL)           | 34 364 961                          | 54,28%                              |
| Luiz Inácio Lula da Silva (PT)   | Aloizio Mercadante (PT)      | 17 122 127                          | 27,04%                              |
| Enéas Carneiro (PRONA)           | Roberto Gama (PRONA)         | 4 671 457                           | 7,38%                               |
| Orestes Quércia (PMDB)           | Iris de Araújo (PMDB)        | 2 772 121                           | 4,38%                               |
| Leonel Brizola (PDT)             | Darcy Ribeiro (PDT)          | 2 015 836                           | 3,18%                               |
| Esperidião Amin (PPR)            | Gardênia Gonçalves (PPR)     | 1 739 894                           | 2,75%                               |
| Carlos Antônio Gomes (PRN)       | Dílton Carlos Salomoni (PRN) | 387 738                             | 0,61%                               |
| Hernani Fortuna (PSC)            | Vítor Nósseis (PSC)          | 238 197                             | 0,38%                               |
| Total de votos válidos           | Total de votos válidos       | 63 312 331                          | 81,22%                              |
| Votos em branco                  | Votos em branco              | 7 192 116                           | 9,23%                               |
| Votos nulos                      | Votos nulos                  | 7 444 017                           | 9,55%                               |
| Total                            | Total                        | 77 948 464                          | 82,23%                              |
| Abstenções                       | Abstenções                   | 16 834 339                          | 17,77%                              |
| Eleitores aptos a votar          | Eleitores aptos a votar      | 94 782 803                          | 59,11%                              |
| População nacional estimada      | População nacional estimada  | 160 260 507                         | 100%                                |

| Partido | Partido | Candidato  | Votos      | Votos (%) |
| ------- | ------- | ---------- | ---------- | --------- |
|         | PSDB    | FHC        | 34 364 961 | 54,28%    |
|         | PT      | Lula       | 17 122 127 | 27,04%    |
|         | PRONA   | Enéas      | 4 671 457  | 7,38%     |
|         | PMDB    | Quércia    | 2 772 121  | 4,38%     |
|         | PDT     | Brizola    | 2 015 836  | 3,18%     |
|         | PPR     | Espiridião | 1 739 894  | 2,75%     |
|         | PRN     | Gomes      | 387 738    | 0,61%     |
|         | PSC     | Hernani    | 238 197    | 0,38%     |
| Totais  | Totais  | Totais     | 63 312 331 |           |

… eu vou entrar no Palácio com muita esperança, não por entrar num palácio, mas por sentir que, palácios hoje, ou ouve muito de perto as ruas, ou são casas vazias…— Fernando Henrique em entrevista após a vitória Retrospectiva 1994, Rede Globo

### Por estado
|  | Vitória de Fernando Henrique Cardoso |
|  | Vitória de Luiz Inácio Lula da Silva |

| Estado              | Eleitorado | Abstenção  | %      | FHC        | %      | Lula       | %      | Enéas     | %      | Outros    | %      | Votos brancos | %      | Votos nulos | %      |
| ------------------- | ---------- | ---------- | ------ | ---------- | ------ | ---------- | ------ | --------- | ------ | --------- | ------ | ------------- | ------ | ----------- | ------ |
| Acre                | 263 162    | 56 769     | 21,57% | 90 132     | 54,01% | 39 656     | 23,76% | 12 636    | 7,57%  | 24 461    | 14,66% | 23 843        | 11,55% | 15 665      | 7,59%  |
| Alagoas             | 1 156 990  | 177 923    | 15,38% | 525 036    | 76,18% | 84 929     | 12,32% | 31 131    | 4,52%  | 48 069    | 6,98%  | 130 622       | 13,34% | 159 280     | 16,27% |
| Amapá               | 197 171    | 54 545     | 27,66% | 76 397     | 59,11% | 34 623     | 26,79% | 11 727    | 9,07%  | 6 505     | 5,03%  | 6 777         | 4,75%  | 6 597       | 4,63%  |
| Amazonas            | 1 106 006  | 306 465    | 27,71% | 419 742    | 60,50% | 161 390    | 23,26% | 59 444    | 8,57%  | 53 265    | 7,67%  | 47 272        | 5,91%  | 58 428      | 7,31%  |
| Bahia               | 7 031 624  | 1 875 244  | 26,67% | 1 951 179  | 52,40% | 1 310 823  | 35,20% | 164 451   | 4,42%  | 297 437   | 7,98%  | 717 319       | 13,91% | 715 171     | 13,87% |
| Ceará               | 4 006 533  | 881 748    | 22,01% | 1 517 698  | 61,19% | 669 425    | 26,99% | 74 382    | 3,00%  | 218 908   | 8,82%  | 401 514       | 12,85% | 242 858     | 7,77%  |
| Distrito Federal    | 1 062 247  | 147 069    | 13,85% | 315 106    | 38,69% | 364 541    | 44,76% | 79 237    | 9,73%  | 55 554    | 6,82%  | 36 597        | 4,00%  | 64 143      | 7,01%  |
| Espírito Santo      | 1 710 729  | 294 919    | 17,24% | 714 958    | 60,04% | 331 798    | 27,86% | 79 532    | 6,68%  | 64 534    | 5,42%  | 113 816       | 8,04%  | 111 172     | 7,85%  |
| Goiás               | 2 622 097  | 500 218    | 19,08% | 1 171 550  | 67,48% | 322 907    | 18,60% | 93 314    | 5,37%  | 148 358   | 8,55%  | 199 622       | 9,41%  | 186 128     | 8,77%  |
| Maranhão            | 2 615 445  | 798 266    | 30,52% | 785 417    | 62,25% | 292 057    | 23,15% | 72 687    | 5,76%  | 111 554   | 8,84%  | 349 663       | 19,24% | 205 801     | 11,33% |
| Mato Grosso         | 1 279 042  | 342 260    | 26,76% | 495 956    | 64,29% | 147 307    | 19,10% | 40 304    | 5,22%  | 87 846    | 11,39% | 69 570        | 7,43%  | 95 799      | 10,23% |
| Mato Grosso do Sul  | 1 161 054  | 213 895    | 18,42% | 512 527    | 63,59% | 179 296    | 22,25% | 49 527    | 6,15%  | 64 600    | 8,01%  | 64 704        | 6,83%  | 76 505      | 8,08%  |
| Minas Gerais        | 10 559 739 | 1 722 478  | 16,31% | 4 536 780  | 64,82% | 1 532 740  | 21,90% | 478 926   | 6,84%  | 450 401   | 6,44%  | 958 568       | 10,85% | 879 846     | 9,96%  |
| Pará                | 2 783 131  | 914 818    | 32,87% | 809 793    | 54,53% | 453 794    | 30,56% | 115 955   | 7,81%  | 105 410   | 7,10%  | 220 796       | 11,82% | 162 565     | 8,70%  |
| Paraíba             | 2 091 506  | 471 857    | 22,56% | 761 876    | 63,05% | 311 142    | 25,75% | 44 088    | 3,65%  | 91 302    | 7,55%  | 219 564       | 13,56% | 191 677     | 11,83% |
| Paraná              | 5 746 397  | 1 002 593  | 17,45% | 2 382 093  | 60,33% | 898 231    | 22,75% | 256 071   | 6,49%  | 412 155   | 10,43% | 459 499       | 9,69%  | 335 755     | 7,08%  |
| Pernambuco          | 4 467 948  | 943 966    | 21,13% | 1 381 756  | 53,81% | 949 865    | 36,99% | 99 061    | 3,86%  | 136 989   | 5,34%  | 475 211       | 13,49% | 481 100     | 13,65% |
| Piauí               | 1 631 161  | 363 008    | 22,25% | 476 404    | 51,51% | 296 077    | 32,01% | 27 083    | 2,93%  | 125 360   | 13,55% | 147 630       | 11,64% | 195 599     | 15,42% |
| Rio de Janeiro      | 9 129 373  | 1 385 814  | 15,18% | 3 102 664  | 47,18% | 1 689 772  | 25,69% | 767 702   | 11,67% | 1 016 170 | 15,46% | 474 505       | 6,13%  | 692 746     | 8,95%  |
| Rio Grande do Norte | 1 491 112  | 236 988    | 15,89% | 606 681    | 64,29% | 227 252    | 24,08% | 41 383    | 4,39%  | 68 317    | 7,24%  | 171 304       | 13,66% | 139 187     | 11,10% |
| Rio Grande do Sul   | 6 296 021  | 746 740    | 11,86% | 1 422 390  | 29,57% | 1 610 379  | 33,48% | 450 153   | 9,36%  | 1 327 538 | 27,59% | 436 171       | 7,86%  | 302 650     | 5,45%  |
| Rondônia            | 692 067    | 211 747    | 30,60% | 259 418    | 63,36% | 89 838     | 21,94% | 25 811    | 6,30%  | 34 395    | 8,40%  | 41 357        | 8,61%  | 29 501      | 6,14%  |
| Roraima             | 119 888    | 25 986     | 21,68% | 60 693     | 71,64% | 11 575     | 13,66% | 7 313     | 8,63%  | 5 133     | 6,07%  | 4 112         | 4,38%  | 5 076       | 5,41%  |
| Santa Catarina      | 3 157 290  | 416 859    | 13,20% | 789 001    | 33,20% | 630 999    | 26,55% | 162 721   | 6,85%  | 793 692   | 33,40% | 189 151       | 6,90%  | 174 867     | 6,38%  |
| São Paulo           | 20 774 991 | 2 361 743  | 11,37% | 8 679 287  | 55,74% | 4 205 530  | 27,01% | 1 380 690 | 8,87%  | 1 304 816 | 8,38%  | 1 087 432     | 5,91%  | 1 755 493   | 9,53%  |
| Sergipe             | 942 246    | 163 619    | 17,36% | 270 984    | 47,37% | 211 320    | 36,94% | 32 999    | 5,77%  | 56 739    | 9,92%  | 94 294        | 12,11% | 112 291     | 14,42% |
| Tocantins           | 648 073    | 204 873    | 31,61% | 234 699    | 68,03% | 54 989     | 15,94% | 12 566    | 3,64%  | 42 759    | 12,39% | 50 943        | 11,49% | 47 244      | 10,66% |
| Exterior            | 39 367     | 11 536     | 29,30% | 14 744     | 55,23% | 9 872      | 36,98% | 563       | 2,11%  | 1 519     | 5,68%  | 260           | 0,93%  | 873         | 3,14%  |
| Total               | 94 782 803 | 16 834 339 | 17,77% | 34 364 961 | 54,28% | 17 122 127 | 27,04% | 4 671 457 | 7,38%  | 7 153 786 | 11,30% | 7 192 116     | 9,23%  | 7 444 017   | 9,55%  |